# Sophrologie
Sophrologie (von altgriechisch σώφρων sophron („gesunden Sinnes, verständig“) und dem Suffix -logie, übersetzt etwa: „die Lehre von der Besonnenheit des Geistes“) ist eine  Bewusstseinsschulung, die Körper und Geist aktivieren und das Erlebte integrieren soll. Die Sophrologie als therapeutische Methode wird der Alternativmedizin zugerechnet. Eine therapeutische Wirksamkeit ist wissenschaftlich nicht nachgewiesen.
Der Begriff Sophrologie wurde 1960 vom kolumbianischen Neuropsychiater Alfonso Caycedo (1932–2017) geprägt. Er bezeichnet eine von ihm entwickelte Methode zur individuellen Schulung des Bewusstseins und der Werthaltungen der Existenz.

## Geschichte
Begründer der Sophrologie war der kolumbianische Neuropsychiater Alfonso Caycedo, der diese Methode von 1960 bis 2001 in Madrid entwickelte. Er ergänzte in seiner Tätigkeit die klassischen Behandlungsmethoden der Psychiatrie mit spezifischen Techniken und dynamischen Entspannungen. Er war einer der letzten Schüler von Ludwig Binswanger, dieser beeinflusste den jungen Caycedo in seinem weiteren Werdegang maßgeblich, unter anderem auch zu seiner Reise nach Indien, Tibet und Japan (1965–1968).
Am Anfang basierte die Sophrologie nach der Caycedo-Methode auf der Hypnose, von der sich Caycedo jedoch bald distanzierte, da diese das Bewusstsein modifiziert. Sein Ziel war es, das „reine Bewusstsein“ zu entdecken, ohne es zu verändern. Dafür integrierte er verschiedene westliche und östliche Denkweisen in seine Methode. So finden sich in der Sophrologie sowohl Elemente aus der existentiellen Phänomenologie, der Axiologie, als auch Aspekte aus dem japanischen Zen, dem tibetanischen Buddhismus und dem indischen Raja Yoga. Zwei westliche Entspannungsverfahren, das autogene Training nach Johannes Heinrich Schultz und die progressive Muskelentspannung von Edmund Jacobson, wurden zudem angepasst zu festen Bestandteilen der Sophrologie.
Caycedo hat den Begriff „Sophrologie“ anfänglich nicht juristisch geschützt. Heute wird zwischen „Sophrologie nach der Caycedo Methode“ und „Sophrologie“ unterschieden. Die „Sophrologie nach der Caycedo Methode“ lehrt die „authentische“ Sophrologie. Sie wird als Pädagogik der Existenz nicht im Bereich der Therapie, sondern in dem der Begleitung angesiedelt. Die theoretischen Grundlagen entwickelten sich seit der Entstehung der Sophrologie im Jahre 1960 bis 2001 stark. 1995 wurden mit dem Schutz der Marke „Sophrologie nach der Caycedo Methode“ die Grundlagen der Lehre definiert und benannt (juristische Basis, Semantik, Epistemologie und Methode).
Aus dieser Sophrologie entwickelten sich in Kombination mit anderen Methoden weitere Richtungen, mit jeweils anderer theoretischer oder praktischer Ausrichtung. Es handelt sich dabei um „Sophrologien“, deren Grundlagen auf den Prinzipien der „Sophrologie nach der Caycedo Methode“ (vor 1995) beruhen und deren Anwendungsbereich pädagogisch, sozial, therapeutisch oder analytisch ist. Unter „Sophrologie“ finden sich die analytische, die phänomenologische, die existenzielle, die therapeutische und die ludische Sophrologie, um nur die wichtigsten Richtungen zu nennen.

## Methode
Die Sophrologie versteht sich sowohl als Wissenschaft als auch als Philosophie des Bewusstseins. Die Sophrologieausbildung war lange Zeit Ärzten vorbehalten. Aus Gründen der Qualitätssicherung der Ausbildung und zum Schutz der Marke wird heute zwischen „Sophrologie nach der Caycedo Methode“ und „Sophrologie“ unterschieden. Eine Ausbildung als Sophrologe nach der Caycedo-Methode dauert vier Jahre. Die Grundausbildung oder der 1. fundamentale Zyklus wird in 9 verschiedenen Ländern angeboten. Die weiterführende Ausbildung mit dem zweiten (radikalen) und dritten (existentiellen) Zyklus kann aktuell in Spanien und Frankreich gemacht werden. Die drei Zyklen beinhalten zwölf dynamische Entspannungen nach Caycedo (DEC) und die entsprechenden spezifischen Techniken. Diese Techniken verwenden dabei die Atmung, das Körperbewusstsein, die Visualisierung, sowie spezielle Körperhaltungen und Bewegungen.
Sophrologen nach der Caycedo-Methode nutzen über eine eigene Begriffswelt.
In der Epistemologie des ersten (fundamentalen) Zyklus gibt es fünf Theorien, eine davon:
Theorie der Niveaus und Zustände des Bewusstseins
Diese sophrologische Theorie geht von drei Bewusstseinsebenen aus: Der Wach- und der Schlafebene sowie der sogenannten „sophroliminalen“ Ebene. Letztere sei ein Zustand zwischen Wach- und Schlafebene, der sich durch tiefe Entspannung und gesteigerte Erlebnisfähigkeit auszeichne. Die Behandlung ziele darauf ab, diesen sophroliminalen Zustand selbst herbeizuführen, zu verlängern und für eine positive Beeinflussung des Bewusstseins zu nutzen. Die Klienten lernen so z. B. in Einzel - /oder Gruppensitzungen mit Stress, Ängsten, Emotionen oder (Geburts-)Schmerzen anders umzugehen.
Ein zentrales Element der Methode ist die Vivenz, dies ist ein Neologismus. Durch regelmäßiges Üben sollen sich die physischen, psychischen und mentalen Strukturen verstärken. Dabei sollen immer mehr Facetten des eigenen Bewusstseins und der eigenen Werte entdeckt und erobert werden, was es erlaube, den Blick auf die Welt zu transformieren.
Dem Bewusstsein des eigenen Körpers kommt in der Sophrologie eine Schlüsselfunktion zu. Ein gut entwickeltes Körperschema ermögliche, die eigenen Bedürfnisse des Körpers besser wahrzunehmen und zu respektieren. Es erlaube dem Menschen, die Wahrnehmung der eigenen Welt zu transformieren und letztendlich das Leben weniger als Objekt zu erleiden. Das Körperschema sei wandelbar und abhängig von verschiedenen Faktoren wie zum Beispiel der physischen Verfassung, dem sozialen Verhalten, dem Geschlecht, den Emotionen oder den Werturteilen. Die Vivenz habe dabei zum Ziel das Bewusstsein des Körperbildes als erlebte Realität zu erweitern.
Die Erforschung des (eigenen) Bewusstseins nimmt in der Sophrologie einen wichtigen Platz ein. Die Frage nach dem „Sein“ und dem Bewusstsein gleiche einer Geschichte des menschlichen Denkens. Es gebe Menschen, welche die Existenz eines Bewusstseins negieren. Augustinus von Hippo verwendete das Wort „Bewusstsein“ zum ersten Mal. Caycedo definiert das Bewusstsein als eine Kraft, welche die Integration aller physischen, psychischen und mentalen Elemente des „Seins“ erlaube. Für ihn stellt Bewusstsein somit die unsichtbare Verbindung oder das Gleichgewicht zwischen Körper, Geist und Seele dar.
Alfonso Caycedo beschreibt verschiedene Entwicklungsstufen des Bewusstseins, ähnlich wie der Philosoph Jean Gebser. So postulieren sowohl Caycedo wie auch Gebser folgende Entwicklungsstufen:
1. Das archaische Bewusstsein: Das Ursprungsbewusstsein, der Mensch sei noch ganz und gar eingeschlossen, undifferenziert und eins mit dem Kosmos, dem All oder mit Gott.
2. Das magische Bewusstsein sei mehr im Vitalbereich begründet. Im magischen Bereich sind die Dinge immer alle gleichzeitig vorhanden. Der Mensch ist noch „ichlos“ und lebt im Clan. Die magische Struktur entspricht dem Kindesalter.
3. Das mythische Bewusstsein sei mehr psychisch beheimatet, es sei das „Einander-sich-Ergänzende“. Zum ersten Mal erhalte der Mensch ein reflexives Bewusstsein dessen, was Zeit ist. Er lebe als Mensch noch mehr im „Wir“ der Sippe
4. Das mentale/rationale Bewusstsein sei mehr im Denken begründet. Ratio kommt von teilen, „Ratio“ bedeute nicht nur Denken, Überlegen und Verstand, sondern vor allem „Teil“ und impliziere auch ein einspuriges, final gerichtetes Denken. Dieses Bewusstsein beherrsche seit Descartes das Denken der heutigen globalen Gesellschaft.
5. Heute zeichne sich eine neue Bewusstseinsstufe ab: Caycedo nennt es das sophronische Bewusstsein, Gebser das integrale Bewusstsein.[25] Das sophronische Bewusstsein sei ganzheitlich und harmonisch auf die Innen- und Außenwelt gerichtet und trage menschliche Werte in den Lebensalltag hinein. Der Mensch sei fähig, in seiner individuellen Entwicklung (Ontogenese) alle Entwicklungs-Schichten (Phylogenese) des Bewusstseins zu durchleben und ganzheitlich zu integrieren.[26]

Der phänomenologische Standpunkt der Sophrologie versteht sich laut Christiane Oppikofer als Kritik einer erkenntnistheoretischen Einstellung, die nur das gelten lassen wolle, was naturwissenschaftlich, physikalisch-mathematisch erfassbar ist. In der Sophrologie übernehme Caycedo diese Einstellungsänderung, insbesondere „Die erste Person-Perspektive“, die sich von der „Dritte Person-Perspektive“ unterscheide. Die naturwissenschaftlich-objektivierende Auffassung eliminiere das Subjekt aus der Wissenschaft. Tatsächlich sei aber jedes Phänomen eine Erscheinung von etwas für jemanden. Es bekomme damit Bedeutung und werde emotional bewertet. In der Sophrologie werde insbesondere die Art untersucht, wie das alltägliche Leben subjektiv, also für uns als Subjekte erscheine. Ziel der Sophrologie sei, das eigene Bewusstsein zu entdecken, zu erobern und zu transformieren:
Wenn wir die Strukturen unseres eigenen Bewusstseins kennen würden und die „Erste-Person-Perspektive“ einnähmen, dann könnten wir intersubjektiv Sichtweisen und Erlebniswelten anders austauschen. Wenn ich die andere Person als Objekt sähe (oder sie mich), dann sei sie (oder ich) der Würde beraubt. Würde bedeute, die andere Person als Subjekt zu sehen und zu behandeln und von ihr als Subjekt behandelt zu werden. Einen Menschen als Objekt zu betrachten oder ihn als solchen zu behandeln, behandele ihn würdelos.
Dies führe laut Caycedo zu den Werten der Existenz. Caycedo beschreibt diese Werte in der „Theorie der existenziellen Werte des Menschen“ (siehe auch Deklaration von Genf, 17. Mai 2001, Universität Genf). Bei den existenziellen Werten schlägt Caycedo eine Unterteilung in transzendentale, strukturelle und essenzielle Werte vor. Bei den essenziellen Werten nennt er z. B. die Freiheit, die Verantwortung und die Würde.

## Forschung
Die Sophrologie ist laut ihres französischen Chambre syndical in der französischen Gesundheitslandschaft weit verbreitet.  Allein auf der Plattform PubMed finden sich 168 Studien zur Sophrologie. Das französische Institut national de la santé et de la recherche médicale (INSERM) beschreibt sie als psycho-physische Praxis, die auf Entspannungstechniken in Zusammenhang mit Atemübungen und „positiver Evokation“ basiert. Es bewertet die Methode kritisch. Wissenschaftliche Studien, die einen Wirksamkeitsnachweis bei bestimmten Beschwerden liefern sollen, seien qualitativ und quantitativ schwach:

« Les formations sont hétérogènes, peu encadrées. Le mécanisme d’action de la sophrologie est certes décrit avec force précisions dans de nombreux textes, la théorie sous-jacente n’en est pas moins toujours largement spéculative. Quelques études se sont penchées sur la question de l’efficacité de la sophrologie, trop peu sont méthodologiquement convaincantes et leurs résultats trop hétérogènes pour que l’on puisse affirmer ou infirmer une quelconque efficacité. »

„Die Ausprägungen sind uneinheitlich und kaum geregelt. Der Wirkmechanismus der Sophrologie wird zwar in zahlreichen Texten ausführlich beschrieben, die zugrunde liegende Theorie ist jedoch immer noch weitgehend spekulativ. Einige Studien haben sich mit der Wirksamkeit der Sophrologie befasst, doch sind zu wenige methodisch überzeugend. Ihre Ergebnisse sind zu heterogen, um irgendeine Wirksamkeit zu bestätigen oder zu widerlegen.“

Vom CESP und vom INSERM genannte Studien wurden 2013 (zum Thema Stress), 2018 (Asthma bei Kindern) und 2019 (Fibromyalgie bei Frauen) publiziert. Das „Centre de Recherche en Epidémiologie et Santé des populations“ (CESP) untersuchte im Jahre 2020 in Zusammenarbeit mit dem INSERM 143 dieser Publikationen (Pubmed und PsychINFO) und konnte nur in vier Studien einen Wirksamkeitsnachweis finden.
Wie in anderen alternativ-medizinischen Disziplinen gibt es auch in der Sophrologie nur wenige Studien mit einem randomisiert-kontrollierten Studiendesign. Auch wenn es Fragen betreffend den Möglichkeiten und Grenzen von Studien nach der evidenzbasierten Medizin gibt, bemängelten das CESP und das INSERM die methodische Qualität vieler Publikationen. Es seien bis dato wenige Aussagen bzgl. der Auswirkungen dieser Methode auf die Gesundheit möglich.

## Kritik
Grundsätzlich lassen sich zwei verschiedene Kritikströmungen unterscheiden.
Die Kritik am Begriff und der Methode ist gekennzeichnet von der definitorischen Unschärfe des Wortes „Sophrologie“: Die Sophrologie befinde sich auf einer Grenze zwischen New Age und Pseudowissenschaft. Der Methode wurde vorgeworfen, sie basiere vor allem auf subjektiven Erfahrungen. Aus naturwissenschaftlicher Sicht wurde kritisiert, dass die Grundlagen der Methode spekulativ seien und dass innerhalb der Sophrologie wenig Anstrengungen zur Evaluierung unternommen wurde.
Der ehemalige französische Gesundheitsminister sagte im Jahre 2004: „Da bisher keine ernsthafte Studie über die Sophrologie durchgeführt wurde, kann diese Tätigkeit nicht als eine zu fördernde therapeutische Methode angesehen werden .“ Das Gesundheitsministerium in Frankreich kritisierte 2018 zudem in einem Gesundheits-Leitfaden ein mögliches Abdriften der Sophrologie ins Sektiererische. Die Sophrologie findet sich auf einer umfangreichen Liste zusammen mit rund 30 anderen Methoden wie z. B. der Kinesiologie, der Ayurveda- oder der Gestalt-Therapie.